# Vallangoujard
Vallangoujard este o comună franceză situată în departamentul Val-d'Oise, în regiunea Île-de-France.

## Geografie

### Descriere
Vallangoujard este un sat periurban din Vexinul francez, situat la 45 km nord de Paris, pe autostrada A15 și fosta rută națională 327 (devenită RD 927). Satul se află într-o vale străbătută de pârâul Sausseron, un mic curs de apă din Vexinul francez.
Satul este situat în parcul natural regional al Vexinului francez.

### Comune limitrofe
| Theuville   | Menouville |                     |
| Épiais-Rhus |            | Labbeville          |
|             | Livilliers | Hérouville-en-Vexin |

### Hidrografie
Comuna este drenată de Ru de Theuville și de Sausseron, care confluează în nord-estul teritoriului. Sausseron este un afluent al Senei prin râul Oise.
Mai multe iazuri se află pe teritoriul comunei Vallangoujard. O veche spălătorie este alimentată de râul Sausseron.

### Clima
În 2010, clima comunei este de tipul climatului oceanic degradat al câmpiilor din Centru și Nord, conform unui studiu al Centrului Național de Cercetare Științifică (CNRS) pe baza unui set de date care acoperă perioada 1971-2000 bazat pe o serie de date din perioada 1971-2000. În 2020, Météo-France a publicat o tipologie a climatului pentru Franța metropolitană, în care comuna este expusă unui climat oceanic și se află în regiunea climatică Sud-vest a bazinului Parisian, caracterizată printr-o ploaie redusă, în special primăvara (120-150 mm) și un iarnă rece (3,5 °C).
Pentru perioada 1971-2000, temperatura anuală medie este de 11,3 °C, cu o amplitudine termică anuală de 15,1 °C. Cumulul anual mediu de precipitații este de 692 mm, cu 10,7 zile de precipitații în ianuarie și 7,7 zile în iulie. Pentru perioada 1991-2020, temperatura medie anuală observată la stația meteorologică Météo-France cea mai apropiată, situată în comuna Boissy-l'Aillerie la 10 km distanță, este de 11,2 °C, iar cumulul anual mediu de precipitații este de 635,8 mm.
Parametrii climatici ai comunei au fost estimați pentru mijlocul secolului (2041-2070) conform diferitelor scenarii de emisie de gaze cu efect de seră, bazate pe noile proiecții climatice de referință DRIAS-2020. Aceștia pot fi consultați pe un site dedicat publicat de Météo-France în noiembrie 2022.

## Urbanism

### Tipologie
La 1 ianuarie 2024, Vallangoujard este clasificată drept comună rurală cu locuințe dispersate, conform noii grile comunale de densitate în șapte niveluri, definită de INSEE (Institutul Național de Statistică și Studii Economice) în 2022. Este situată în afara unității urbane. În plus, comuna face parte din zona metropolitană a Parisului, fiind o comună din coroana acestei zone. Această zonă cuprinde 1.929 de comune.

### Căi de comunicație și transport
Comuna este deservită de următoarele linii de transport in comun:
- Réseau Oise - Région Hauts-de-France - Lot 1: 603;
- Réseau de bus du Vexin: 95-31, 95-05, 95-06.

## Toponimie
Vallis-Angojart în 1165 și Vallis Engeugeart în 1194, arată evoluția lingvistică a toponimului de-a lungul secolelor. Cuvântul "Vallis" înseamnă "vale" în latină, ceea ce sugerează că locul este asociat cu o vale. Cele două forme dezvăluie variații în a doua parte a numelui, care ar putea fi de origine germanică sau legată de un nume de persoană.
Aceste forme vechi indică faptul că toponimul a suferit probabil adaptări fonetice și ortografice de-a lungul timpului, înainte de a deveni Vallangoujard în forma sa actuală.

## Istorie
Comuna a fost deservită între 1886 și 1949 de linia de cale ferată secundară cu ecartament metric Valmondois - Marines.
La începutul Primului Război Mondial, după bătălia de la Senlis, cercetași germani au fost raportați la Vallangoujard.

## Populația și societatea

### Date demografice
Evoluția numărului de locuitori este cunoscută prin recensămintele populației efectuate în comuna respectivă începând din 1793. Pentru comunele cu mai puțin de 10 000 de locuitori, un recensământ al întregii populații este realizat la fiecare cinci ani, populațiile legale pentru anii intermediari fiind estimate prin interpolare sau extrapolare. Pentru comuna respectivă, primul recensământ exhaustiv în cadrul noului dispozitiv a fost realizat în 2007.
În 2021, comuna număra 607 locuitori, în scădere cu −3,34 % față de 2015 (Val-d'Oise: +3,39 %, Franța fără Mayotte: +1,84%).
| An        | 1793 | 1821 | 1841 | 1856 | 1876 | 1886 | 1901 | 1921 | 1936 | 1962 | 1982 | 2006 | 2017 | 2021 |
| --------- | ---- | ---- | ---- | ---- | ---- | ---- | ---- | ---- | ---- | ---- | ---- | ---- | ---- | ---- |
| Populație | 265  | 264  | 389  | 333  | 407  | 406  | 352  | 280  | 242  | 332  | 507  | 651  | 612  | 607  |

## Cultura și patrimoniul local

### Locuri si monumente

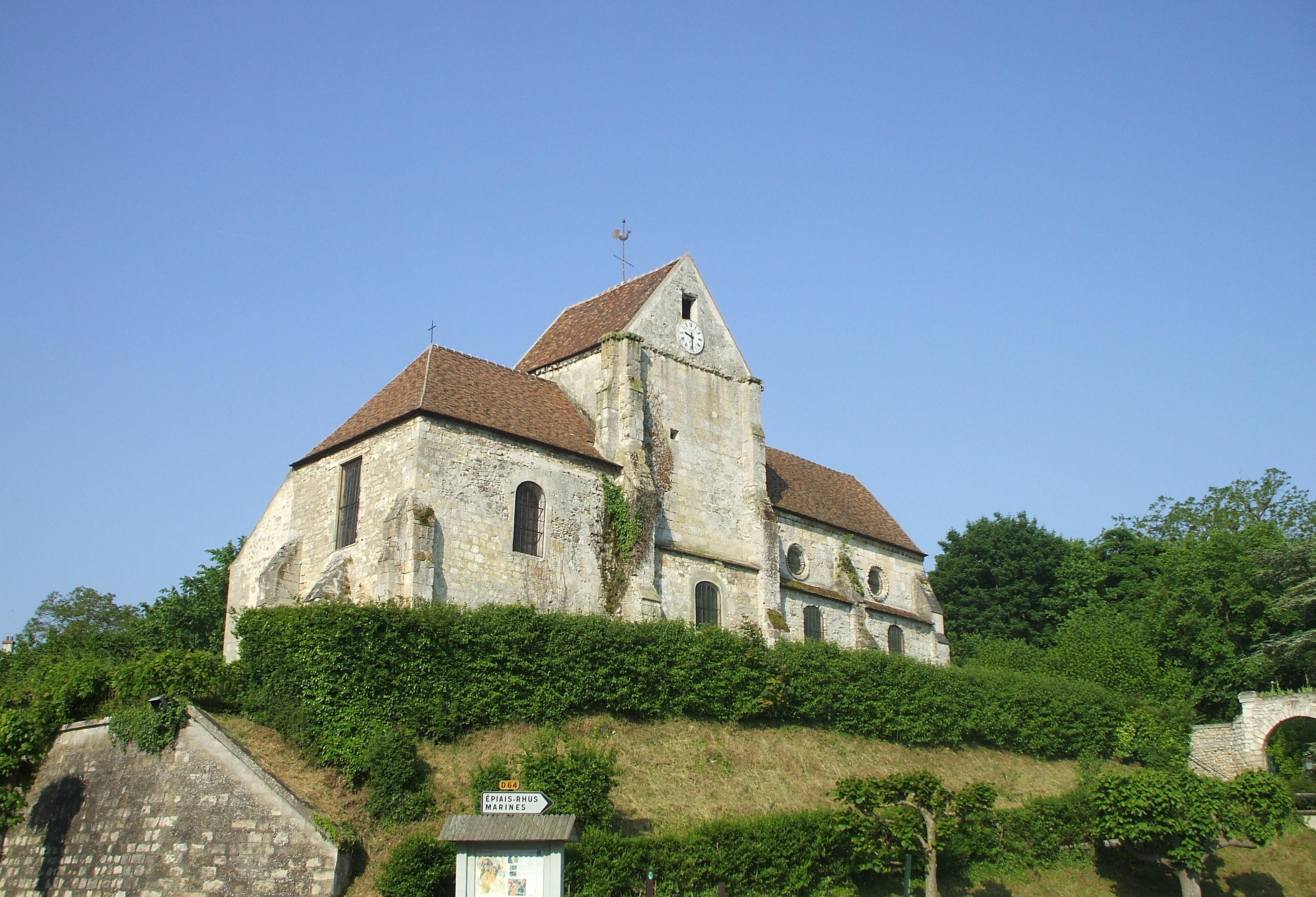
Biserica

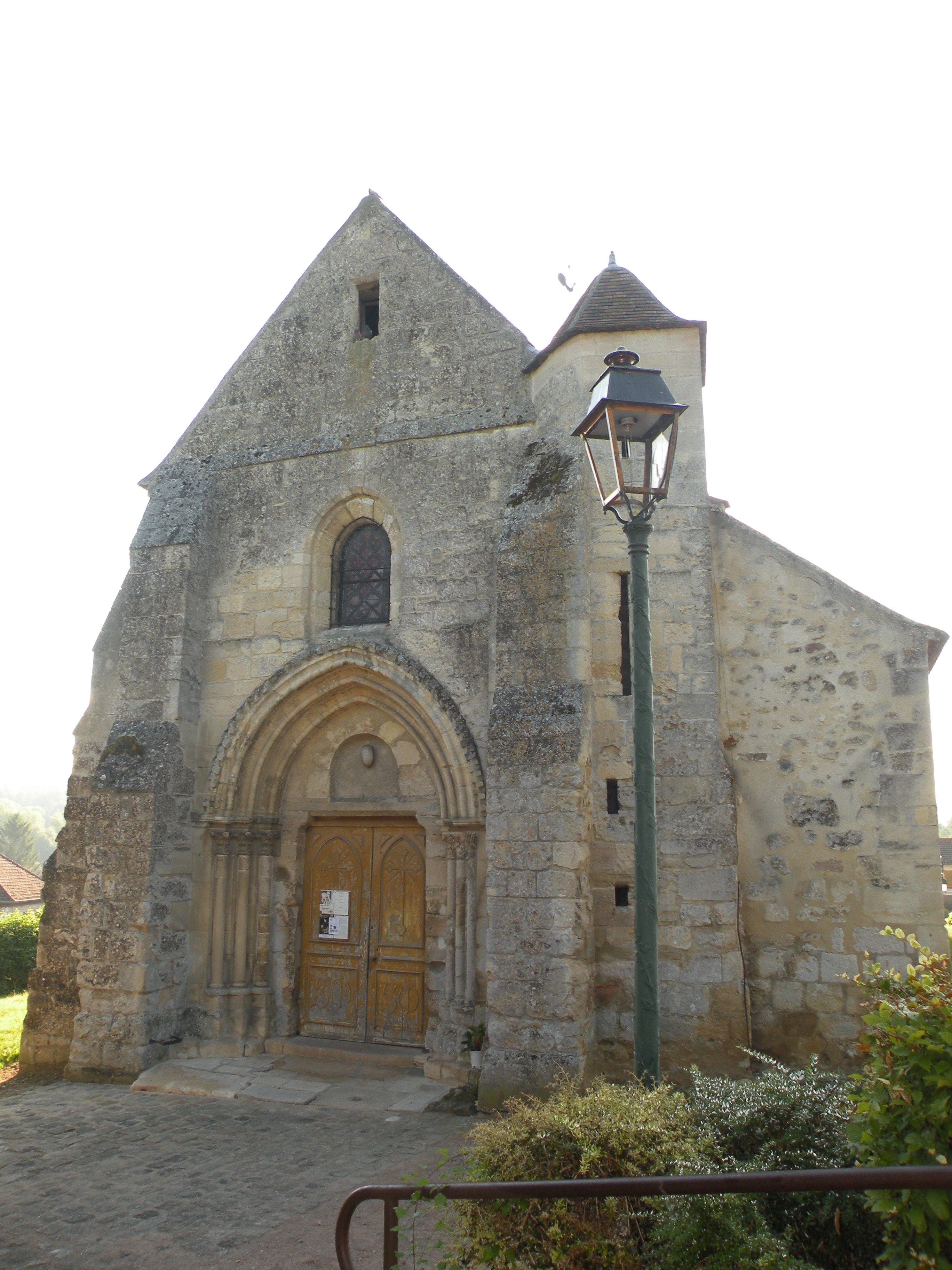
Biserică, fațada vestică.

- Biserica Saint-Martin (clasată monument istoric prin ordinul din 2 aprilie 1915, cu excepția laturii de sud și a sacristiei[28]): Această biserică, orientată nord-vest - sud-est, este situată pe un promontoriu, cu fațada principală îndreptată spre un deal. Este, cu siguranță, incompletă și oferă o imagine puțin armonioasă din exterior, deși interiorul este foarte remarcabil. Micul edificiu este compus dintr-o navă cu doar două travee din secolul al XIII-lea; o bază a turnului clopotniță; un cor pătrat cu absida plată din secolul al XII-lea și un colateral sud-vestic din secolul al XVIII-lea, prelungit de o sacristie de-a lungul corului. Aceste ultime două părți nu sunt incluse în clasificare. Datorită aspectului navei, care prezintă arcade și ferestre înalte sub formă de oculus de ambele părți, este probabil ca inițial să fi avut două colaterale, iar baza turnului clopotniță să fi fost punctul de intersecție al transeptului flancat de două brațe adiacente colateralelor. Pe partea nord-estică, peretele navei prezintă într-adevăr un acoperiș din țiglă la jumătatea înălțimii, ce poate fi interpretat ca un vestigiu al colateralului. În plus, în colateral și în partea inferioară a peretelui navei care se confruntă cu acesta, ferestrele, fie cu arcuri în formă de coș de mână, fie semicirculare, sunt aceleași. Acoperișul colateralului obstrucționează oculii navei pe această parte. Turnul central cu acoperiș în două ape nu are un etaj al clopotniței și deschideri pentru sunet, ci doar mici deschideri dreptunghiulare în frontoane, iar acoperișul său este curios orientat perpendicular pe acoperișul navei. Fațada principală nord-vest este, în orice caz, o ilustrare interesantă a arhitecturii gotice în mediul rural. Portalul său cu trei arhivolte ogivale, este flancat de coloane cu capiteluri. O scară de formă pătrată iese în fața fațadei, în dreapta. În interior, nervurile bolților cu ogive, bolțile intermediare și nervurile secundare coboară pe coloane care pornesc direct de la sol. Arcadele mari care susțin pereții navei sunt în ogivă și se sprijină pe coloane masive, cu capiteluri frumos ornamentate. Colateralul din secolul al XVIII-lea nu este boltit[29][30].
- Sit arheologic galo-roman în locul numit La Garenne (clasat monument istoric prin ordinul din 13 noiembrie 1967[31]): Acest sit de 3.500 m² este un teren privat care conține diferite vestigii la sol.
- Sit arheologic galo-roman în locul numit Valea de Cresnes (inclus pe lista monumentelor istorice prin ordinul din 25 martie 1983[32]): Acest sit aparține statului și face parte dintr-un grup de mai multe situri, celelalte fiind situate în comuna vecină Épiais-Rhus.

Se poate menționa, de asemenea:

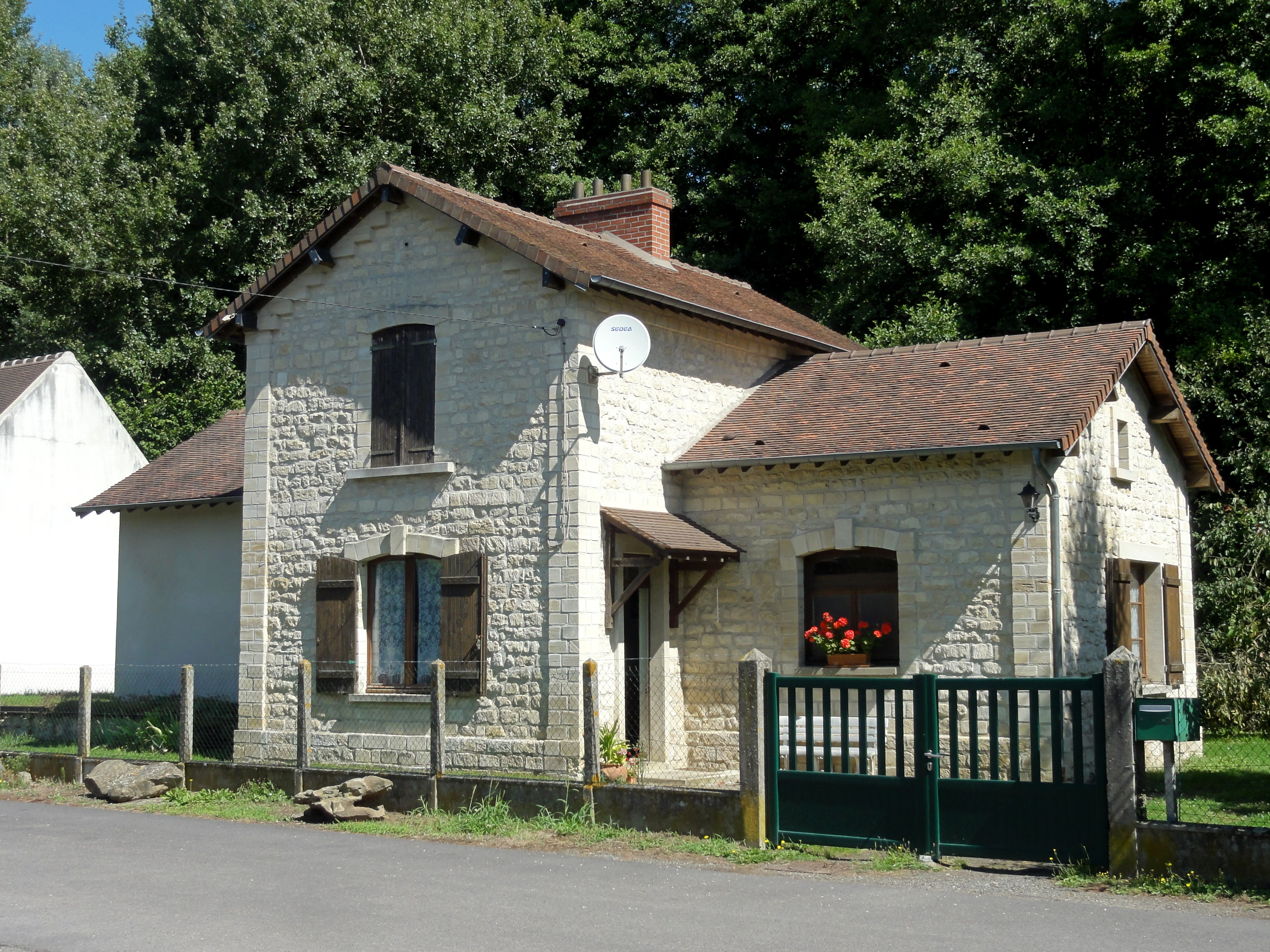
Gara veche.

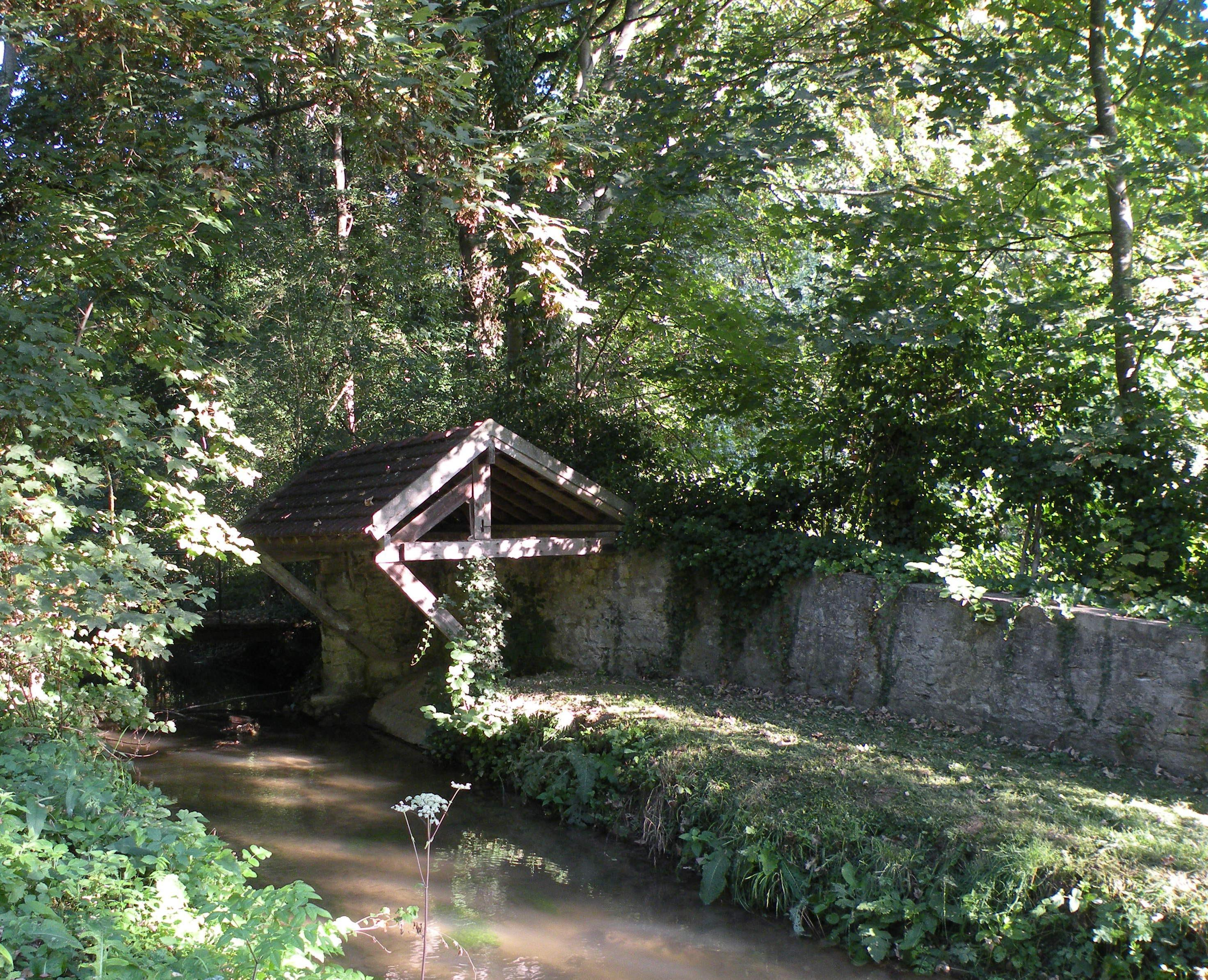
Spălătoria de la podul Arche.

- Fosta gară, rue Verte: A fost principala stație intermediară pe linia Valmondois - Marines, cu ecartament metric, și servește drept locuință de la închiderea liniei.
- Spălătoria de la podul l'Arche: Această mică spălătorie acoperită este amplasată pe râul Sausseron și este delimitată pe două părți de zidul de împrejmuire al unei proprietăți. Structura acoperișului se sprijină pe acest zid, astfel încât are nevoie doar de un singur stâlp de lemn.
- Podul de pe rue de Theuville, la capătul drumului Pont de pierre: Este format din două plăci de piatră așezate pe stâlpi joși din piatră sculptată. Datorită aspectului său arhaic și a numeroaselor vestigii galo-romane din zonă, tradiția orală îl consideră un pod din perioada galo-romană. Deși nu există dovezi arheologice clare, această ipoteză nu este exclusă, mai ales că unul dintre siturile excavate în anii 1950 este deservit de acest pod[33].
- Maison des Champs: Această casă a fost reședința lui Georges Friedmann[n 6] începând din 1948 până la moartea sa, iar aici a redactat cea mai mare parte a operei sale[33].
- Ferme du Manoir: încă mai păstrează un vestigiu de arhitectură medievală, și anume zidul fronton al unui hambar, cu un contrafort central, care ar putea data din secolul al XIII-lea. Celelalte clădiri au fost reconstruite în secolul al XVIII-lea, iar conacul supraviețuiește doar în numele fermei[35].
- Ferma Hôtel-Dieu de Pontoise, în cătunul Mézières, 4 rue Vaillant: Deși deținută de Hôtel-Dieu încă din secolul al XIII-lea, clădirile fermei actuale nu datează mai departe de secolul al XVIII-lea. Ușa trăsurii este surmontată de o interesantă nișă de statui[36].

### Personalități
- Jean Dréville (1906-1997), regizor francez, a trăit cea mai mare parte a vieții sale aici, unde a filmat trei dintre peliculele sale (Retour à la vie – sketch: Histoire de Louis, L'Encyclopédie filmée : Absence – scurtmetraj din 1951, și À pied, à cheval et en spoutnik din 1958). El a decedat în Vallangoujard și este înmormântat în cimitirul comunei.